# Damaniana aurantiaca
Damaniana aurantiaca är en insektsart som först beskrevs av Thapa 1989.  Damaniana aurantiaca ingår i släktet Damaniana och familjen dvärgstritar.
Artens utbredningsområde är Nepal. Inga underarter finns listade i Catalogue of Life.